# Інгерсгайм
Інгерсгайм (нім. Ingersheim) — громада в Німеччині, знаходиться в землі Баден-Вюртемберг. Підпорядковується адміністративному округу Штутгарт. Входить до складу району Людвігсбург.
Площа — 11,55 км2. Населення становить 6404 ос. (станом на 31 грудня 2020).